# Symphonie en mi bémol majeur de Wranitzky
La Symphonie en mi bémol majeur, P.31, dite aussi « Jagd-Sinfonie » est une symphonie de Paul Wranitzky.

## Contexte et création
Paul Wranitzky compose cette symphonie lorsqu'il était employé par Ferdinand III de Toscane alors qu'il est en exil à Vienne à la suite des campagnes napoléoniennes. Elle est l'une des symphonies les plus brèves du compositeur, égalant en longueur la durée du premier mouvement de sa symphonie op. 31, ce qui ne l'empêche pas de faire montre d'une grande invention musicale.

## Structure
L'œuvre comprend quatre mouvements :
1. Adagio - Allegro
2. Donnerwetter : Introduzione. Andante amoroso - Allegro assai
3. Tempo di Menuetto - Trio
4. Rondo : Allegro molto

## Analyse

### Adagio - Allegro
La symphonie s'ouvre, avec l'Adagio, sur une introduction lente, à la fois majestueuse et lyrique.

### Donnerwetter: Introduzione. Andante amoroso - Allegro assai
S'ouvrant sur un Andante amoroso pastoral pour vents seuls, le deuxième mouvement se transforme soudain en une description saisissante d'une tempête. Avec quatre timbales, la tempête se déchaîne avec une force intense, entrecoupée d'épisodes plus calmes avant de s'apaiser.

### Rondo: Allegro molto
Après un bref menuet et un trio, la symphonie se termine par un rondo plein d'entrain. Le final, qui reprend les appels de chasse, respire la joie et le soulagement, célébrant à la fois la reprise de la chasse et le paysage rajeuni qui suit la fin de la tempête.